# 褐背针尾雨燕
，是雨燕目雨燕科的一种鸟类。

## 特征
褐背针尾雨燕体重约127克，翼长约203.1毫米，嘴峰长约10.1毫米，喙宽度约5.6毫米，喙厚度约4.1毫米，跗蹠长约17.8毫米，尾长约61.7毫米。褐背针尾雨燕是候鸟，其栖息在密集的高大树木组成的森林中，食性为肉食性，主要食物来源是陆生无脊椎动物。

## 亚种
- ：分布于印度西南部和斯里兰卡；孟加拉国至东南亚，安达曼岛。
- ：分布于马来半岛、大巽他群岛和巴拉望岛。[4]